# کاربر ثبت‌شده
کاربر ثبت‌شده (انگلیسی: Registered user)، کاربر نام‌نویسی شده یا کاربر ثبت‌نام‌شده، به کاربری اطلاق می‌گردد، که در یک وبگاه، برنامه رایانه‌ای، یا سیستمی دیگر، نام‌نویسی کرده باشد. کاربران نام‌نویسی شده به منظور احراز هویت، باید مشخصات اولیه خود، مانند آدرس ایمیل، نام‌کاربری و یک گذرواژه را به سیستم ارائه نمایند، که به عنوان فرایند ثبت ورود به سیستم، شناخته می‌شود.